# Caza de brujas en Cataluña
La caza de brujas en Cataluña  fue un conjunto de medidas emprendidas mayoritariamente por tribunales civiles (y no inquisitoriales como reza el tópico) contra personas sospechosas de brujería en tierras catalanas. Fue un proceso en cierto modo paralelo al de otros países del mundo cristiano de Europa Occidental, Oriental o incluso de las colonias del nuevo mundo protestantes. Mujeres acusadas de ser brujas en beneficio del demonio fueron perseguidas en una "caza de brujas", condenadas y centenares de ellas ejecutadas, desde finales de la Edad Media hasta el segundo tercio del siglo XVIII. Se las acusaba de invocar cualquier catástrofe natural, como inundaciones, tempestades, terremotos, o granizo, y también infertilidad, abortos naturales o muertes infantiles.
En Cataluña fueron ejecutadas más de cuatrocientas mujeres acusadas de ser brujas, la mayoría colgadas. Otras fueron torturadas y condenadas a diferentes penas. La mayoría de estos procesos no los realizaron los tribunales de la Inquisición, sino la justicia local.

## Orígenes y motivación
El origen de la persecución y Caza de brujas en Europa en general tiene lugar durante la Edad Media, cuando las mujeres empezaron a tener oficios y fueron ocupando espacios en la religión, el arte y la ciencia, incluyendo las campesinas, maestras en varios oficios, abadesas, escritoras y científicas, principalmente en la medicina. Fueron más allá de los límites impuestos para ellas por los mandatos de género y se convirtieron en un problema para la élite masculina. Como reacción a todo esto, se consolidó una corriente misógina y se inició así el control masculino del conocimiento y la ciencia y una regresión para las mujeres en todos los ámbitos.
Eran consideradas brujas todas las mujeres que quedaran fuera del control masculino y fuera de los roles preestablecidos para ellas. Mujeres solas, solteras o viudas, pobres, viejas o extranjeras eran perturbadoras para la sociedad. Mujeres campesinas y pobres, que trabajaban para la comunidad, que asistían a los pobres, sobre todo las sanadoras y las comadronas como conocedoras y transmisoras de la sabiduría popular, de anatomía, plantas medicinales y medicamentos.
Parece que estas mujeres combinaban sus prácticas curativas con viejos ritos paganos que la ignorancia y desconfianza de los altos estamentos en las jerarquías de poder consideraron magia. Métodos para aliviar los dolores del parto, consejos sobre métodos anticonceptivos y practicar abortos eran conocimientos científicos y humanos compartidos por redes de mujeres que se establecían para intercambiarlos, en contra de las doctrinas de la Iglesia.

## Los procesos
Hacia el año 1376, el dominico gerundense y gran inquisidor general de Cataluña y Aragón, Nicolás Aymerich, conocido por su radicalidad y violencia, redacta su obra más famosa Directorium Inquisitorum, en que define la brujería y las formas de descubrir las brujas basándose, según parece, en textos confiscados anteriormente a acusados de brujería, y en el cual asegura la existencia de brujas y adoradores del demonio. En el siglo XIV se registran también los primeros procesos a adivinos y brujas. Las condenas eran entonces relativamente leves y consistían en amonestaciones, ayunos y peregrinaciones a Montserrat.
En 1427 se registra en Amer, hoy en la Provincia de Gerona, el primer proceso importante que vino a convencer a la población de la existencia de brujas. Una mujer llamada Margarita fue acusada de invocar al demonio y de hacer sacrificios con niños muertos, lo que explicaba para los vecinos el origen de los terremotos que se habían producido aquel año en el pueblo y en otros puntos de la provincia. Sin embargo, el inquisidor Francesc Sala no creyó en tales acusaciones y Margarita no fue ajusticiada.
Hay constancia de un proceso en Andorra en 1604, en el que fueron colgadas tres mujeres, y diez más fueron atormentadas y afectadas. Antes de 1618 se registran varios procesos en Urgel y Segarra. Entre 1618 y 1622 se dieron los años de persecución máxima. Sólo en la comarca de Osona fueron colgadas más de treinta mujeres, destacando el proceso de Viladrau, en el que fueron ejecutadas catorce mujeres. Más de seis fueron ejecutadas en el Llusanés, cuatro en Taradell, cuatro en Seva y el Brezo, tres en Rupit y una en Vilalleons.
En el Vallès fueron ejecutadas más de veinte personas: ocho en Granollers (dos eran hombres), seis en Tarrasa, tres en Castellar del Vallés y una en Palau de Plegamans, Sant Miquel de Toudell, Senmanat y la Garriga. En la comarca del Bages se registraron tres, una en Sampedor, otra en Manresa, y una en Sallent (Joana la Negra, originaria del Llusanés). En San Feliu de Pallarols fue ejecutado el brujo Pere Torrent "Cufí". 
A partir de 1622 la persecución remitió de manera importante. Hubo procesos hasta el año 1643 aproximadamente, aunque en la mayoría de ellos no hubo ejecuciones. Destaca en este año el de Capcir, en el que fueron juzgadas treinta y dos mujeres, siendo finalmente liberadas por el obispo de Alet. La última ejecución de la que se tiene datos fiables está fechada en el año 1767, en Prats de Llusanés; Maria Pujol, "Napa", fue colgada el 8 de enero acusada de matar una niña y de amputarle el brazo y extraerle el hígado para elaborar sus hechizos.

## Las confesiones
Cuando era detenida una mujer acusada de brujería, se la sometía a largas y dolorosas torturas para que delatara a otras mujeres y relatara las prácticas que realizaban en las reuniones. 
Así, en la mayoría de los procesos, las confesiones recogen que una vez reunidas, se untaban con ungüentos que les permitía volar. Invocaban después el demonio, que se les aparecía en forma de cabrón u hombre joven y atractivo. Después de rendirle culto y vasallaje besándole las partes pudendas, el diablo las exhortaba a hacer el mal. 
Después de esto se iniciaba una gran orgía donde eran todas ellas sodomizadas. Estas coincidencias se explican porque así es como consignó Eimeric en su tratado en que consistía el delito de brujería, copiado después por escritores e inquisidores y extendido entre la población. 
Era esto, por tanto, lo que esperaban escuchar después de largas y sádicas sesiones de tormento, agotadas por el miedo y el dolor.

## Los juicios
Hay que resaltar que la mayoría de estos procesos no los realizaron los tribunales de la Inquisición. Fue la justicia local la que llevaba a cabo estos juicios. Esto se explica porque había cierto escepticismo por parte de las autoridades eclesiásticas a creer que se cometían tantos y tan graves delitos de brujería.
En 1620 el lugarteniente del rey en Cataluña, el duque de Alcalá, Fernando Afán de Ribera y Enríquez, manda una carta a obispos y jueces en la que aconseja actuar con precaución y justicia con todas las personas detenidas, incluso conceder el perdón general y sólo juzgar las que reincidan con más rigor. Se pone también en entredicho, en la carta de respuesta del obispo de Solsona, la veracidad de las confesiones después de largas torturas y se admite que la ignorancia y el fanatismo habían sido aprovechados por notarios, letrados y supuestos descubridores de brujas para beneficiarse económicamente. Se confirma así que la inmensa mayoría de ellas eran totalmente inocentes de los delitos de que se las acusaba.
Se estima que durante este periodo fueron ejecutadas más de cuatrocientas mujeres.